# Mossoró
Mossoró város Brazíliában, Rio Grande do Norte államban. Lakosainak száma 264 577 fő (2022). Mossoró Tibau, Upanema, Baraúna, Rio Grande do Norte, Areia Branca, Rio Grande do Norte, Serra do Mel, Açu, Governador Dix-Sept Rosado és Aracati községekkel határos.

## Népesség
A település népességének változása:
| Lakosok száma | 213 841 | 259 815 | 300 618 | 303 792 | 264 577 |
|               | 2000    | 2010    | 2020    | 2021    | 2022    |